# Parentis-en-Born
Parentis-en-Born (okzitanisch Parentís) ist eine französische Gemeinde mit 7463 Einwohnern (Stand: 1. Januar 2022) im Département Landes in der Region Nouvelle-Aquitaine. Sie gehört zum Arrondissement Mont-de-Marsan und zum 2002 gegründeten Gemeindeverband Grands Lacs. Parentis-en-Born ist der Hauptort (chef-lieu) des Kantons Grands Lacs.

## Lage
Parentis-en-Born liegt im Aquitanischen Becken in der Landschaft Pays de Born in dem großen Waldgebiet Landes de Gascogne und am Rand des Lac de Parentis.
Umgeben wird Parentis-en-Born von den Nachbargemeinden Biscarrosse im Norden und Nordwesten, Ychoux im Osten, Pontenx-les-Forges und Lüe im Süden sowie Gastes im Westen und Südwesten.

## Bevölkerungsentwicklung
| Jahr                       | 1962 | 1968 | 1975 | 1982 | 1990 | 1999 | 2006 | 2017 |
| Einwohner                  | 2490 | 3769 | 4036 | 4076 | 4056 | 4429 | 4953 | 6236 |
| Quellen: Cassini und INSEE |      |      |      |      |      |      |      |      |

## Sehenswürdigkeiten
- Kirche Saint-Pierre aus dem 15. Jahrhundert
- Sporthalle Roland Portalier

## Gemeindepartnerschaften
- Sălătrucu, Rumänien
- Ribadeo, Galicien, Spanien